# Indie na Letnich Igrzyskach Olimpijskich Młodzieży 2010
Indie na Letnich Igrzyskach Olimpijskich Młodzieży 2010 w Singapurze reprezentowało 32 sportowców w 13 dyscyplinach.

## Skład kadry

### Badminton
- Haseena Sunil Kumar Prannoy  srebrny medal
- Sairaneeth Bhamidipati

### Boks
- Shiva Thapa
- Vikas Krishan  brązowy medal

### Judo
- Neha Thakur
- Subhash Yadav

### Koszykówka
- Amit Kanarjee
- Shyam Sunder
- Kirti Goswami
- Ajay Pratap Singh

### Lekkoatletyka
- Indrajeet Patel - bieg na 3000 m - 11 miejsce w finale
- Kumar Durgesh - bieg na 400 m przez płotki  srebrny medal
- Kuldeep Kumar - chód na 10 000 m - nie ukończył
- Khushbit Kaur - chód na 5 000 m - 13 miejsce
- Arjun Arjun - ??? -  srebrny medal

### Łucznictwo
- Atanu Das
  - indywidualnie - 17 miejsce
  - w parze z  Miranda Leek - 17 miejsce
- Seema Verma
  - indywidualnie - 9 miejsce
  - w parze z  Sebastian Linster - 17 miejsce

### Pływanie
- Aaron Agnel D'Souza
  - 100 m st. dowolnym - 10 miejsce w półfinale
  - 200 m st. dowolnym - 15 miejsce w kwalifikacjach
- Arhatha Magavi
  - 100 m st. dowolnym - 48 miejsce w kwalifikacjach
  - 100 m st. motylkowym - 30 miejsce w kwalifikacjach
  - 200 m st. motylkowym - 21 miejsce w kwalifikacjach

### Podnoszenie ciężarów
- Santoshi Matsa - kategoria 48 kg - 5 miejsce w finale

### Strzelectwo
- Rucha Singh - pistolet pneumatyczny
- Navdeep Singh Rathod - karabin pneumatyczny
- Neha Milind Sapte - karabin pneumatyczny

### Tenis
- Yuki Bhambri - gra pojedyncza  srebrny medal

### Tenis stołowy
- Mallika Bhandarkar
- Avik Das

### Wioślarstwo
- Nimmy Mulackal Thomas
- Mitali Sekhar Deo
- Yasin Khan
- Gurpreet Singh

### Zapasy
- Satyawart Kadian  brązowy medal
- Pooja Dhanda  srebrny medal